# Bob Anderson (autóversenyző)
Bob Anderson (London, 1931. május 19. – Northampton, 1967. augusztus 14.) brit autó- és motorversenyző. 25 Formula–1-es futamon indult pályafutása alatt. Legjobb világbajnoki helyezése a 11. hely volt.

## Pályafutása
Első Formula–1-es futama a brit nagydíj volt 1963. július 20-án, és 12. helyen ért rajta célba. Legjobb eredménye az 1964-es osztrák nagydíjon elért harmadik helyezés.
2 különböző csapat autójában versenyzett, ezek a következők voltak: Lola-Climax, Brabham-Climax.
Bob Anderson legnagyobb riválisai: Jim Clark, Graham Hill, Jack Brabham, John Surtees voltak.

## Teljes Formula–1-es eredménysorozata
(Táblázat értelmezése)

(Félkövér: pole-pozícióból indult; dőlt: leggyorsabb kört futott) 

| Év   | Csapat                | 1      | 2      | 3      | 4      | 5      | 6      | 7      | 8      | 9   | 10  | 11  | Helyezés | Pont |
| ---- | --------------------- | ------ | ------ | ------ | ------ | ------ | ------ | ------ | ------ | --- | --- | --- | -------- | ---- |
| 1963 | DW Racing Enterprises | MON    | BEL    | NED    | FRA    | GBR 12 | GER    | ITA 12 | USA    | MEX | RSA |     | -        | 0    |
| 1964 | DW Racing Enterprises | MON 7  | NED 6  | BEL NI | FRA 12 | GBR 7  | GER Ki | AUT 3  | ITA 11 | USA | MEX |     | 11.      | 5    |
| 1965 | DW Racing Enterprises | RSA -  | MON 9  | BEL NI | FRA 9  | GBR Ki | NED Ki | GER NI | ITA    | USA | MEX |     | -        | 0    |
| 1966 | DW Racing Enterprises | MON Ki | BEL    | FRA 7  | GBR -  | NED Ki | GER Ki | ITA 6  | USA    | MEX |     |     | 17.      | 1    |
| 1967 | DW Racing Enterprises | RSA 5  | MON NK | NED 9  | BEL 8  | FRA Ki | GBR Ki | GER    | CAN    | ITA | USA | MEX | 16.      | 2    |

1. 1 2 3 4  Mr Bob Anderson (angol nyelven). The Times  pp. 10. Times Media, 1967. augusztus 15.